# Омар Мохейши
Омар Абдулла эль-Мохейши (араб. عمر المحيشي‎; 1941 — 1984) — ливийский военный деятель, член Совета Революционного Командования (1969—1975), офицер по званию, черкес по происхождению.

## Биография
После прихода в 1969 году к власти в Ливии Муаммара Каддафи Мохейши вошёл в состав Совета Революционного Командования, получил взамен прежнего звания офицера звание майора. 
В 1975 году Мохейши участвует в заговоре против новой ливийской власти, после его провала его исключают из руководства страны, сам Мохейши сбегает из Ливии.
С 1976 по 1983 годы жил в Египте, Тунисе, Марокко.
Во время его пребывания в Египте Каддафи пытался устранить Мохейши.
В 1983 году марокканские власти выдали Омара Мохейши ливийским властям.
Его убили в январе 1984 года.